# Trilogia qatsi
La trilogia qatsi è un nome informale dato a tre film prodotti e diretti da Godfrey Reggio. Le musiche sono di Philip Glass.
- Koyaanisqatsi: Life out of balance (1982)
- Powaqqatsi: Life in transformation (1988)
- Naqoyqatsi: Life as war (2002)

I titoli dei tre film sono parole della lingua hopi, nella quale "qatsi" significa "vita".